# Götheborg
El Götheborg de Suècia és una rèplica del veler suec Götheborg I, avarat el 1738 (no confondre amb el Götheborg II, construït unes dècades més tard). Tots els mariners van sobreviure quan el vaixell original es va enfonsar a Göteborg, Suècia, el 12 de setembre de 1745, mentre s'acostava al port quan tornava del seu tercer viatge a la Xina. La construcció de la rèplica va començar el 1995, amb el casc avarat el 2003 i la plataforma es va provar completament per primera vegada el 2005. Gran part del temps es va dedicar a investigar com reconstruir la rèplica. El 2008, el Götheborg va completar el primer Tour al Mar Bàltic. És el vaixell de vela de fusta operatiu més gran del món.

## La Companyia Sueca de les Índies Orientals
La Companyia Sueca de les Índies Orientals es va establir el 14 de juny de 1731 per comerciar a l'Àsia Oriental. La companyia va seguir les companyies portugueses, holandeses, daneses, franceses i angleses de les Índies Orientals. Situada a Göteborg, l'empresa es va assegurar un monopoli de 15 anys en el comerç a l'Extrem Orient, intercanviant fusta sueca, quitrà, ferro i coure per te, porcellana i seda.
La companyia va existir durant 82 anys i els seus vaixells van fer 131 viatges emprant 37 vaixells diferents. Tot i que la companyia al final va fer fallida, va obtenir enormes beneficis durant la majoria dels seus anys en funcionament i va influir en la història de Suècia de diverses maneres.

## El vaixell original
El Götheborg va ser construït a la drassana Terra Nova d'Estocolm i va ser avarat l'any 1738. Segons l'escriptor Björn Ahlander, només va trigar aproximadament un any i mig a construir un vaixell d'aquesta mida a la dècada de 1700. Es va construir a la capital sueca i es va anomenar Götheborg perquè la Companyia Sueca de les Índies Orientals residia a Göteborg, i totes les expedicions començaven i acabaven en aquest port. El vaixell tenia un tonatge equivalent a unes 830 t (1.830.000 lliures). En el seu viatge inaugural el 1739, el vaixell portava 30 canons i una tripulació inicial de 144 homes.
El vaixell va fer tres viatges a la Xina i el 1745 va naufragar en el seu camí cap al port de Göteborg. Després de 30 mesos al mar, i a només 900 m (3.000 peus) del port, es va estavellar contra el Knipla Börö, una roca ben coneguda. Encara que continua sent un misteri com va poder passar això abunden les teories. El vaixell va romandre encallat a la roca mentre gran part de la càrrega, que consistia en te, porcellana, espècies i seda, es va poder recuperar. La nau va ser clarament visible per sobre de la superfície de l'aigua durant molts anys, però amb el temps les restes es van enfonsar fins al fons.

### Naufragi
Encara no és clar què va fer que el vaixell encallés a causa de l'escassetat de fonts escrites contemporànies. El Götheborg tenia un pilot molt experimentat a bord, Caspar Matthisson (1712–1783) de Brännö, amb set anys i mig d'experiència en el moment de l'accident. Tot i així, el vaixell va encallar sobtadament, o es va estavellar contra la roca submarina Hunnebådan, coneguda al segle xviii com a Knipla Börö i més tard com a Götheborgs-grundet ("la roca de Götheborg") o l'Ostindiebådarna ("la poca profunditat de l'Índia Oriental").
La declaració conjunta del capità Eric Moréen i la tripulació al Göteborgs Rådhusrätt ("el Tribunal Municipal de Göteborg") el 19 de setembre de 1745 afirma que el temps el 12 de setembre era clar i net, el vent favorable i bufava del sud-oest o oest-sud-oest. Aquestes eren les condicions ideals, ja que el vent vindria gairebé recte de popa. Travessant el Rivöfjorden, el vaixell es va trobar amb el corrent de la part nord de Göta älv, Nordre älv. La navegació sembla que va ser correcta fins al moment de l'accident. Navegant a una velocitat de 3 kn (5,6 km/h), el vaixell va desviar de sobte a estribor i va colpejar la roca. La causa podria haver estat un fenomen hidrogràfic ara gairebé oblidat anomenat aigua morta.
Les condicions hidrogràfiques a la desembocadura del Göta älv el setembre de 1745, són ben conegudes. La descàrrega del Göta älv va ser inusualment gran a causa de les fortes nevades durant l'hivern de 1744–45. El nivell de l'aigua del llac Vänern també era extremadament alt l'any 1745. Aquests factors es van combinar en un augment del volum d'aigua dolça que fluïa a l'Älvsborgsfjorden, afectant les capes d'aigua dolça i salada, fent que les condicions per a l'aigua morta fos molt favorable el 12 de setembre de 1745. Pot ser que el Götheborg quedé sobtadament atrapat per aigua morta en fer el seu canvi final de rumb, fent que el vaixell perdés la funció de timó, es desviés de rumb i encallés.